# Amblyseius bayonicus
Amblyseius bayonicus är en spindeldjursart som beskrevs av Athias-Henriot 1966. Amblyseius bayonicus ingår i släktet Amblyseius och familjen Phytoseiidae. Inga underarter finns listade i Catalogue of Life.